# 방화동로 (서울)
방화동로(Banghwadong-ro)는 서울특별시 강서구 공항동에서 방화동까지 이르는 서울특별시도로, 총 연장은 1.354 km이다. 도로의 명칭이 유래된 것은 방화동의 지명을 인용하는 것에서 유래되었다.

## 역사
- 2010년 6월 30일 : 도로명으로 방화동로를 고시

## 주요 경유지
- 강서구
  - 공항동 - 방화2동, 방화1동

## 접촉하는 도로
- 하늘길
- 공항대로
- 개화동로
- 금낭화로
- 초원로

## 주요 건물 및 시설
- 서울강서경찰서 공항지구대 (방화동로 5/방화동 620-111)
- 수영빌딩 (방화동로 10-2/공항동 48-49)
- 세종에어포트원 (방화동로 18-7/공항동 45-14)
- 공항시장역 (방화동로 지하30/공항동 산20-2)
- 메디스타워 (방화동로 37/방화동 614-34)
- 현대빌딩 (방화동로 45-1/방화동 614-52)
- 드림 (방화동로 57/방화동 606-103)
- 법륜심인당 (방화동로 65/방화동 606-73)
- 마루 (방화동로 67/방화동 606-37)
- 반석빌딩 (방화동로 77/방화동 598-18)
- 대한공업사 (방화동로 83/방화동 598-30)
- 반석빌딩 (방화동로 90/방화동 249-20)
- 에스메디컬 (방화동로 92/방화동 249-153)
- 에스엠시티 (방화동로 101/방화동 900)
- 원앙빌딩 (방화동로 115/방화동 580-25)
- 삼정아파트 (방화동로 126/방화동 567-4)

## 철도 연계역
- ● 서울 지하철 9호선 : 공항시장역